# الهیان
شهید=
الهیان، روستایی است از توابع بخش مرکزی شهرستان قوچان در استان خراسان رضوی ایران.

## جمعیت
این روستا در دهستان شیرین دره قرار داشته و بر اساس سرشماری سال ۱۳۸۵ جمعیت آن ۷۵۸ نفر (۱۶۴ خانوار)
بوده است.